# Sa Coveccada

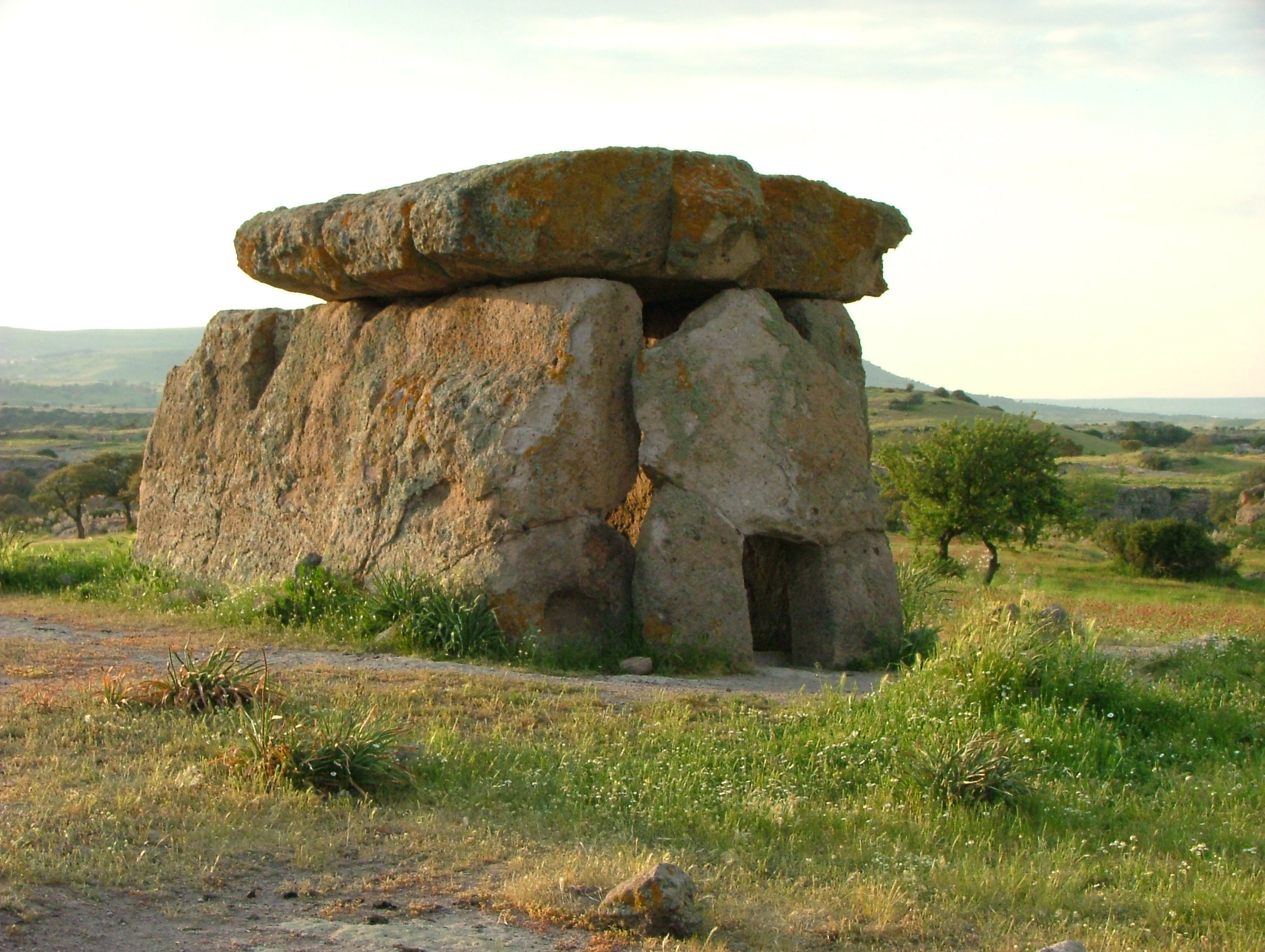
Dolmen Sa Coveccada

Sa Coveccada – neolityczny dolmen, znajdujący się w pobliżu Mores na Sardynii. Budowla datowana jest na ok. 2500 p.n.e.
Wysoki na 2,7 m i długi na 5 m dolmen zbudowany jest z czterech płyt szaro-różowego trachitu. Trzy płyty tworzące ściany podtrzymują płytę stropową o wadze 27 ton. Nie zachowała się natomiast płyta tworząca ścianę tylną. W płycie frontowej znajduje się otwór wejściowy, natomiast w prawej ścianie dolmenu wyżłobiona została niewielka nisza o nieznanym przeznaczeniu.
Badania przeprowadzone w 1995 roku przez Edoardo Proverbio i Pino Calleddę wykazały, że budowla zorientowana jest astronomicznie. Jej azymut wynosi 123,8°, co odpowiada pozycji wschodzącego słońca podczas przesilenia zimowego.